# Барыкинское сельское поселение
Барыкинское се́льское поселе́ние (бур. Барыкинын hомон) — муниципальное образование в Тарбагатайском районе Бурятии Российской Федерации.
Административный центр — село Барыкино.

## История
Статус и границы сельского поселения установлены Законом Республики Бурятия от 31 декабря 2004 года № 985-III «Об установлении границ, образовании и наделении статусом муниципальных образований в Республике Бурятия».

## Население
| 2002 | 2011 | 2012 | 2013 | 2014 | 2015 | 2016 |
| ---- | ---- | ---- | ---- | ---- | ---- | ---- |
| 704  | ↘535 | ↘524 | ↘509 | ↘502 | ↘493 | ↘470 |
| 2017 | 2018 | 2019 | 2020 | 2021 | 2023 | 2024 |
| ↘468 | ↗485 | ↘467 | ↘449 | ↗530 | ↘500 | ↘491 |

## Состав сельского поселения
| № | Населённый пункт | Тип населённого пункта       | Население |
| - | ---------------- | ---------------------------- | --------- |
| 1 | Барыкино         | село, административный центр | ↘368      |
| 2 | Харитоново       | село                         | ↘168      |